# James Burk

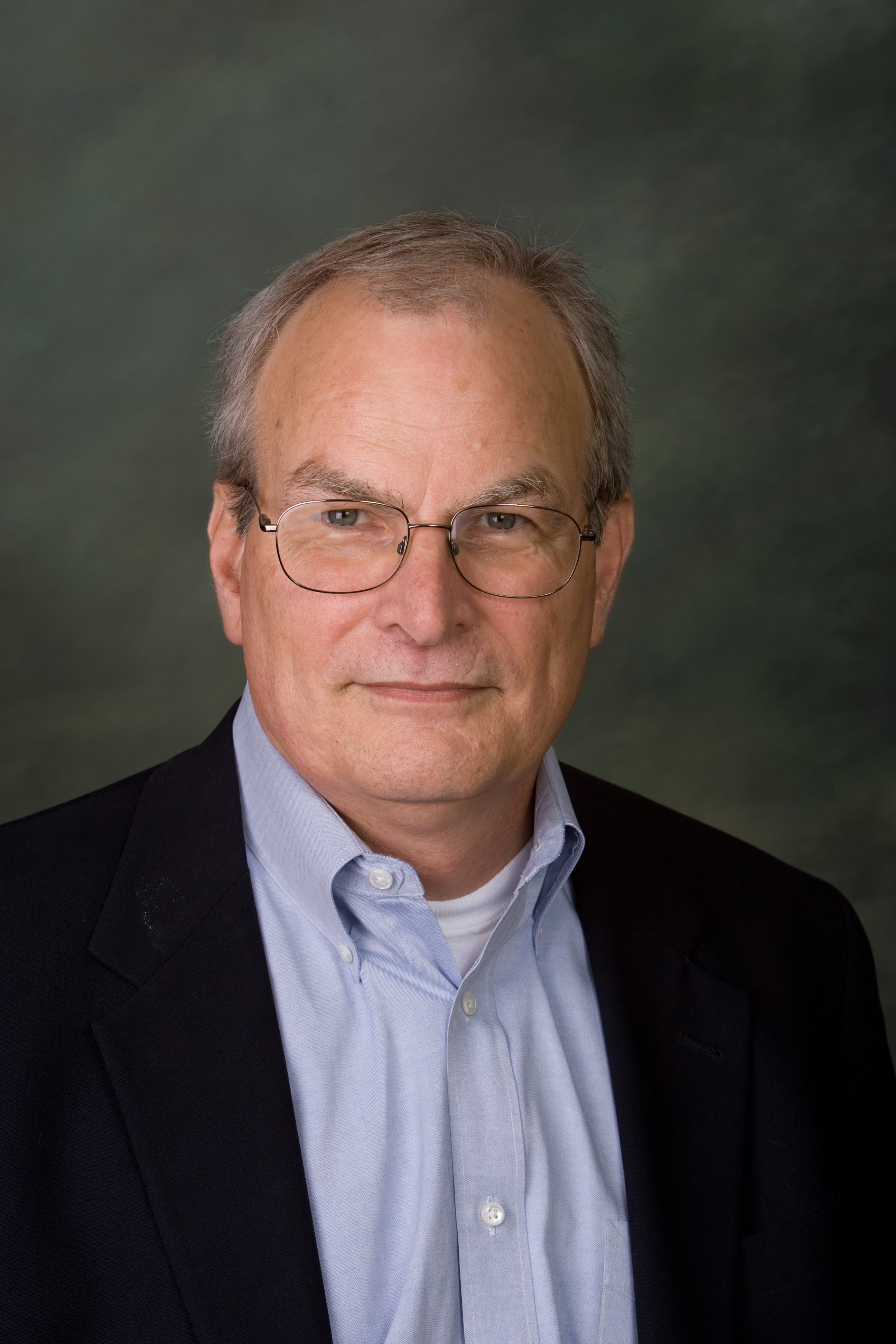
James Burk

James Burk (* 1948) ist ein US-amerikanischer Militärsoziologe.

## Leben
Burk studierte Soziologie an der Towson University (B.S. 1975) und an der University of Chicago (M.A. 1978, Ph.D. 1982).
Er war von 1981 bis 1983 Visiting Assistant Professor am Department of Sociology der McGill University in Montreal. Seit 1983 ist er Visiting Assistant Professor to Professor am Department of Sociology und seit 2013 Cornerstone Faculty Fellow am College of Liberal Arts der Texas A&M University in College Station. Seine Forschungsschwerpunkte sind Militärsoziologie und Soziologische Theorie.
Seit 1999 gehört er dem Board of Editors der Zeitschrift Armed Forces & Society an. Von 2001 bis 2003 war er Chair der Peace, War & Social Conflict Section der American Sociological Association. Seit 2013 ist er Präsident und Chair des Inter-University Seminar on Armed Forces and Society in Chicago. Er veröffentlichte in u. a. Social Forces, Journal of Military Ethics und Peace Review.

## Auszeichnungen
- 2009: Morris Janowitz Career Achievement Award, Inter-University Seminar on Armed Forces and Society

## Schriften (Auswahl)
- Values in the Marketplace: The American Stock Market under Federal Securities Law. Walter de Gruyter & Co., New York 1988, ISBN 0-202-30397-7.
- (Hrsg.): Morris Janowitz on Social Organization and Social Control (= Heritage of Sociology Series). University of Chicago Press, Chicago 1991, ISBN 0-226-39303-8.
- (Hrsg.): The Military in New Times: Adapting Armed Forces to a Turbulent World. Westview Press, Boulder 1994, ISBN 0-8133-1960-9.
- mit David R. Segal (Hrsg.): Military Sociology (= SAGE Library of Military and Strategic Studies). 4 Bände, Sage, London 2012, ISBN 978-0-85702-779-5.
- (Hrsg.): How 9-11 Changed Our Ways of War. Stanford University Press, Stanford 2013, ISBN 978-0-8047-8659-1.